# سانسور کتاب در ایران
سانسور کتاب در ایران یا ممیزی کتاب در ایران، فرایندی‌ست که طی آن، ناشران کتاب‌های خود را پیش از انتشار برای بررسی و صدور مجوز به اداره ممیزی وزارت ارشاد می‌فرستند و ممیزان پس از بررسی، یا آن را غیرقابل‌چاپ اعلام می‌کنند یا مواردی را برای حذف، تعدیل یا تغییر پیشنهاد می‌دهند یا آن را بدون تغییر، قابل چاپ می‌دانند. ناشران، با اعمال اصلاحات احتمالی، کتاب را چاپ می‌کنند. معمولاً ممیزان به صورت ناشناس فعالیت می‌کنند.